# スヴェトラーナ・グラディシェワ
スヴェトラーナ・グラディシェワ（Svetlana Gladysheva、ロシア語: Светлана Гладышева、1971年9月13日-）はロシアの女子アルペンスキー選手。バシコルトスタン共和国ウファ出身。
1990-1991シーズンにアルペンスキー・ワールドカップデビュー。滑降、スーパー大回転の高速系種目を得意とし、1991年にオーストラリアのザールバッハ＝ヒンターゲルムで開催されたアルペンスキー世界選手権では滑降で銅メダルを獲得した。オリンピックにはアルベールビルオリンピック、リレハンメルオリンピック、長野オリンピックの三度出場しており、リレハンメル大会ではスーパー大回転で銀メダルを獲得した。1997年にはコロラド州ヴェイルで行われたスーパー大回転でワールドカップ唯一の勝利を挙げている。
1998年現役引退。